# Lyles
Lyles – jednostka osadnicza w Stanach Zjednoczonych, w stanie Tennessee, w hrabstwie Hickman.